# Jóreménység-barlang
A Jóreménység-barlang a Duna–Ipoly Nemzeti Park területén lévő Pilis hegységben, a Pilisszentkereszt szélén található Vaskapu-hegyen elhelyezkedő egyik barlang.

## Leírás
A Vaskapu-völgyben, a Pilis-barlangtól 290°-ra 150 m-re, 580 m tszf. magasságban van a Jóreménység-barlang É-ra néző, természetesnek tűnő bejárata. A Vaskapu-völgy elágazásától 215°-ra 130 m-re, 6 m-es sziklafal tövében nyílik. Bejárata felett van a Jóreménység feletti-barlang bejárata, amely egy kis nyíláson keresztül össze is függ a Jóreménység-barlanggal. Előterében még megfigyelhetők az egykori kutatótáborok nyomai (tűzrakó- és pihenőhely).
A Jóreménység-barlang felső triász dachsteini mészkőben jött létre. Inaktív forrásbarlangnak tűnik formakincse alapján, de lehet, hogy freatikus körülmények között keletkezett. Szép korróziós formák (gömbüstök és mikroformák) díszítik tág folyosóját. Képződményei: függőcseppkövek, cseppkőlefolyások, farkasfogas cseppkövek és kondenzvizes apró borsókő. Száraz a barlang. (Egy másik leírás szerint a barlang falai néhol nagyon nedvesek.) Kitöltése agyag, humusz és kőtörmelék. Sok az avar az elején. 5–6 főnek alkalmas bivakolásra. Érdemes meglátogatni a lezáratlan barlangot, mert utcai ruhában is járható és megtekintéséhez nem szükséges engedély. Nagyon sok érdekesség van benne. Csak világítóeszköz szükséges bejárásához.
1982-ben volt először Jóreménység-barlangnak nevezve a barlang az irodalmában.

## Kutatástörténet
Az 1967-ben napvilágot látott, Pilis útikalauz című könyvben meg van említve, hogy a Szoplák-völgyi-barlang környékén, a Vaskapu-völgyben sok kis üreg bújik meg a bokrok között. Az 1974-ben megjelent, Pilis útikalauz című könyvben, a Pilis hegység és a Visegrádi-hegység barlangjainak jegyzékében (19–20. old.) meg van említve, hogy a Pilis hegység és a Visegrádi-hegység barlangjai között vannak a Vaskapu-völgyi barlangok. A Pilis hegység barlangjait leíró rész szerint egy erdei kunyhó mellett befordul a kék négyzet jelzésű turistaút a Vaskapu-völgybe, majd kb. fél km után, az út mellé lehúzódó sziklás hegyoldalban üregek és kis barlangok egész sora található. Ezek a vaskapu-völgyi barlangok (kőfülkék, sziklaodúk), amelyek közül kiemelkedik méreteivel, cseppköveivel és érdekes formáival a Pilis-barlang.
A Labor MIM/EKB Esztergomi Karszt- és Barlangkutató Csoport 1982. évi jelentése szerint a Jóreménység-barlangot (Pest megye, Pilis hegység, Vaskapu-völgy) 1982. június 27-én fedezték fel a csoport tagjai. Az év második felében a tagok a barlang sziklafala előtti terület talpszintjét 2×3 m-es négyszögben 2 m-rel alacsonyabbra süllyesztették. Az alacsonyabb terület miatt könnyebbé vált a barlangba bemosódott törmelék kihordása az eredeti bejárattól DK-re 1,5 m-re lévő nyíláson át. Beigazolódott az a feltételezés, hogy az első terem aláhajlással eléri a leásott felszíni részt.
A törmelék eltávolításának megkönnyítésére a sziklafal előtti részen a Tatabányai Barlangkutató Csoport segítségével csigás drótkötélpályát készítettek. Később az első terem egészében 1 m-rel növelték a belmagasságot a törmelék eltávolításával, majd a terem hosszában D-re egy 1 m széles és 1 m mély kutatóárkot mélyített a csoport. Megőrizték a törmelékben talált cseppkőtöredéket. 1982-ben a csoport a barlangból 35 m³ agyagot és kőtörmeléket távolított el. Az 1. melléklet a Vaskapu-völgy térképvázlata. A rajzon látható a Jóreménység-barlangnak és a környék barlangjainak földrajzi elhelyezkedése. A 2. melléklet a barlang alaprajz térképe, amelyet Mátéfi László készített. Az alaprajz térképen jelölve van az É-i irány.
A Népszava 1982. július 24-ei számában közölve lett, hogy a Labor Műszeripari Művek esztergomi karszt- és barlangkutatói kiásták egy nagy kiterjedésűnek tűnő cseppkőbarlang bejáratát, amely a Pilis hegységben lévő Vaskapu-völgyben van. A barlang a formakincse alapján a Pilis hegység legszebbnek ígérkező cseppkőbarlangja. Elképzelhető, hogy az érdeklődő turistáknak is elérhetővé válik majd a feltárás után a Jóreménység-barlang megcsodálása. Az 1982. évi MKBT Beszámolóban meg van említve, hogy a Labor MIM/EKB Esztergomi Karszt- és Barlangkutatók 1982-ben feltáró kutatást végeztek a Pilis hegységben lévő Jóreménység-barlangban.
Az Esti Hírlap 1982. szeptember 15-i számában szó van arról, hogy a Labor Műszeripari Művek amatőr barlangkutatói közül nyolcan néhány hete terepbejárást végeztek a Pilis hegységben. Az egyik kutató meglátott egy alig tenyérnyi lyukat, mely a Vaskapu-völgy sziklafalának oldalában volt. Azt is észrevette, hogy erős légáramlat áramlik az üregből a felszínre. Olyan erős volt a légmozgás, hogy rögtön eloltotta az üreg elé tartott gyufa lángját. A barlangászok biztatónak találták a huzatot, mert a nagy huzat nagy üreghálózat létére utal. Azonnal elkezdték tágítani a lyukat, és bő félnapi munka után hason csúszva át tudtak bújni rajta. Néhány méter után megállapítható lett, hogy tényleg (ahogy a légáramlat miatt jósolni lehetett), ember számára is járható, eddig ismeretlen barlangot fedeztek fel.
A barlang jelenleg járható része hat összekapcsolódó kisebb-nagyobb üregből áll. Legnagyobb terme kb. 24 m² alapterületű, magassága pedig 4–6 m között változik. A járatok falait cseppkőlefolyások, függőcseppkövek, drapériaszerűen redőzött kalcitképződmények ékesítik. Leglátványosabb és legérdekesebb egy majdnem teljesen cukorsüveg alakú terem. Az eddig felfedezett barlangból további, de most még üledékkel feltöltött járatok indulnak a hegy belsejébe. Az üregrendszer oldásformái és légáramlási viszonyai miatt arra lehet következtetni, hogy egy nagyobb barlangrendszer van a Vaskapu-völgy hegyoldalában.
Az 1982. szeptember–októberi MKBT Műsorfüzetben megjelent hír szerint a Labor MIM Esztergomi Karszt- és Barlangkutatók a Pilis hegységben lévő Vaskapu-völgyben 1982. június 27-én kiásták egy nagynak tűnő barlang bejáratát, és a csoport tagjai bejutottak az üregrendszer kezdeti szakaszába, termeibe. Az eddig ismeretlen barlangnak, amelyben sok a cseppkő és változatos, a Jóreménység-barlang nevet adták a tagok. A megkövült vízesésekkel és nagyon redőzött függőcseppkövekkel díszített termekből nagy járatok vezetnek tovább, de ezek még részben el vannak tömődve. Az 1982. évi Karszt és Barlangban kiadott összeállításban meg van említve, hogy 1982. december 31-én a Labor MIM Esztergomi Természetjáró Karszt- és Barlangkutató Tömegsportcsoport kutatási területe volt a Jóreménység-barlang (Pilis hegység).
Az Esztergomi Karszt- és Barlangkutatók 1983. évi jelentésében az olvasható, hogy a csoport 1983-ban csigát, kötélpályát készített az 1982-ben lesüllyeszett (2×3 m-es) felszíni rész fölé. Ezért sokkal gyorsabb lett a barlangban lévő kitöltés eltávolítása. A csoporttagok szélesítették (azaz 1 m-rel mélyítették) az 1982-ben ásott kutatóárkot. A kitöltés eltávolításakor (50 cm után) bejutottak egy új járatba, amelynek a Kürtő nevet adták. A Kürtő 4,7 m magas és 1,8 m széles. A Nagy-terem bal oldalán 1 m széles támfalat hagytak, mert a kitöltésben kormos törmeléket (2–10 cm-es mészkődarabok), mellette pedig 5 mm és 1,5 cm közötti nagyságú faszéndarabokat találtak. A falak nem voltak kormosak vagy elszíneződöttek. A Heliktites Nagy-terem felé lévő végében volt a tűzre utaló nyomok többsége. A feltáró munka során nem került elő régészeti tárgy, csont.
A csoport tájékoztatta a Balassi Bálint Múzeumot. A múzeum Lázár Saroltát küldte a helyszínre. Megállapította, hogy a barlangban nem található régészeti kultúra vagy lelet. A faszén és a korom valószínűleg egy erdőtűz bemosott nyoma. A csoport utánanézett ennek a levéltárban és nem talált feljegyzést azzal kapcsolatban, hogy azon a környéken (Vaskapu-völgy) tűz volt. A támfalban hagyott kitöltés majdnem végig ugyanolyan. Ez a kitöltés löszös, agyag csak elvétve van benne néhány apró, 3–10 mm-es kaviccsal középtájon és a kormos törmelékkel. Az agyagban nincsenek elkülöníthető rétegek. A szintsüllyesztésnél megmaradt a Heliktites, mert ha megbolygatják az agyagot, akkor megsérült volna a lenőtt cseppkőréteg. A Heliktites meghagyása megnehezítette a Cukorsüvegből a kitöltés eltávolítását. (Pedig ezen a helyen volt a legtöbb esély új járat felfedezésére.)

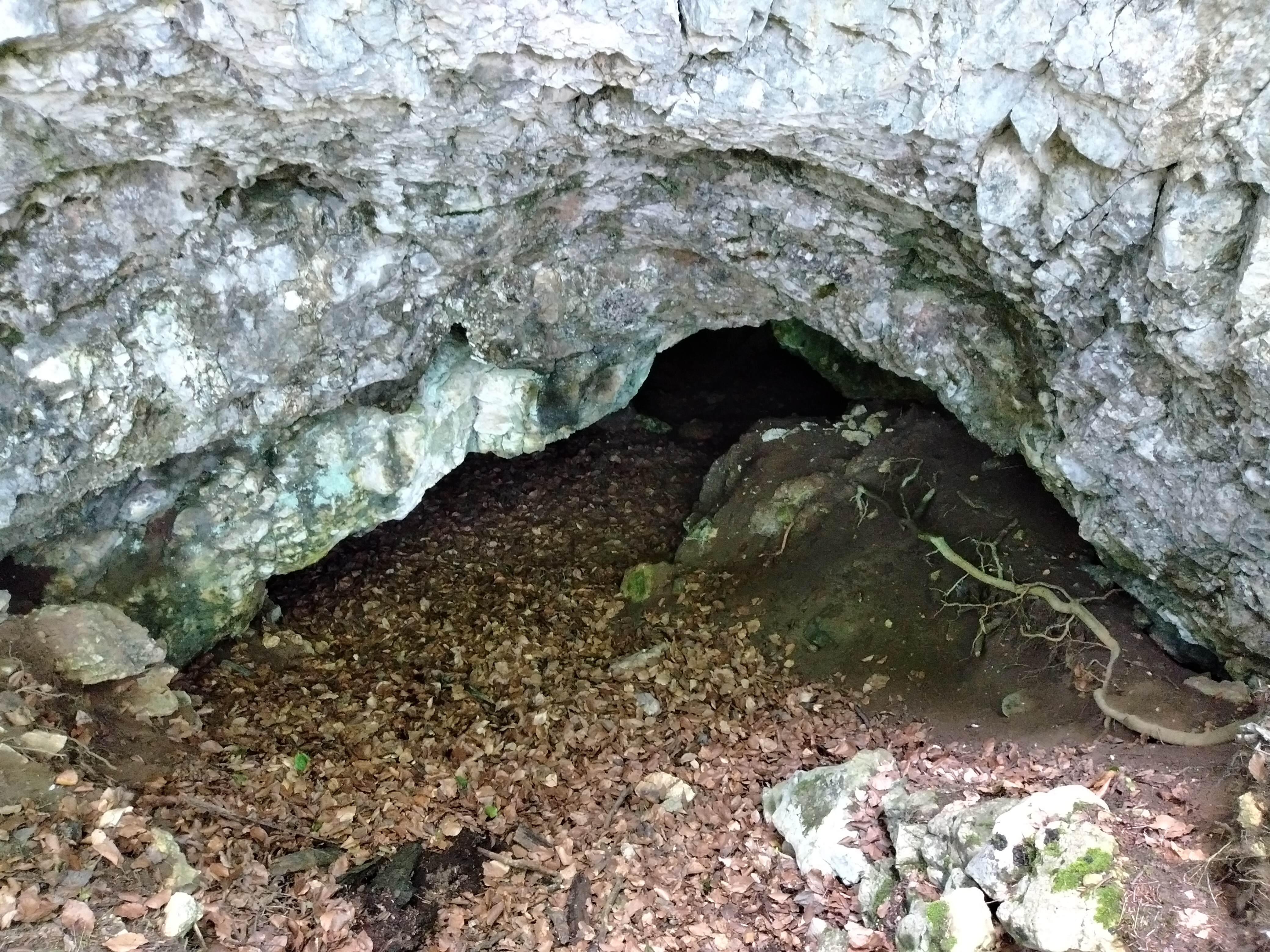
A Jóreménység-barlang bejárata

Mivel a talaj egyenletesen süllyed a bejárat felé, ezért fennáll az a veszély, hogy bármikor megcsúszhat 5–6 m³ anyag. Ezt a földmennyiséget el kell távolítani, amelynek egy része már megtörtént. A tagok 1983-ban kb. 40 m³ kitöltést, követ mozgattak meg és hordtak ki a barlangból. A csoport decemberben elkészítette a barlang térképét. A kéziratban látható az elkészült kötélpálya rajza, a Nagy-terem metszete és a Heliktites metszete. A Nagy-terem metszetén látható az 1983-ban felfedezett kürtő, a tanúfal, a kitöltés eredeti szintje (1982. június 27.), 1982. decemberi szintje, az 1982. évi kutatóárok és a kitöltés jelenlegi szintje (1983. december) is. A jelentésbe bekerült a barlang 1983. decemberben készült alaprajz térképe, hosszmetszet térképe és 3 keresztmetszet térképe. Az alaprajz térképen, melyen jelölve van az É-i irány, megfigyelhető a 3 keresztmetszet elhelyezkedése a barlangban.
Az 1983. évi MKBT Beszámolóban publikálva lett az 1983. évi csoportjelentés kivonatos változata. A kiadványban megjelent a barlang 1983-ban készült alaprajz térképe is, de metszetek nélkül. A Magyar Ifjúság 1983. január 14-ei számában meg van említve, hogy az Esztergomi Karszt- és Barlangkutató Társaság 1982 júliusában felfedezte a Pilis hegység egyik hidrotermális eredetű és elcseppkövesedett üregrendszerét, amelynek a társaság a Jóreménység-barlang nevet adta. Az Esztergomi Karszt- és Barlangkutatók nevű csoport fedezte fel a Jóreménység-barlang mellett elhelyezkedő Borostyán-barlangot.
Az Esztergomi Karszt- és Barlangkutató Csoport 1984. évi jelentésében az van írva, hogy 1984-ben a csoport első munkája az volt a barlangban, hogy eltávolította a barlangban télen összegyűlt hordalékot, valamint némi omladékot. Az eltávolított anyag felszínről behordott, a barlang nagyságához képest sok bemosott talajból és avarból állt. A tervezett 1,5 m széles és 2 m mély árok nem lett kiásva, pedig nagyon sokat segített volna az árokban futó kötélpálya. Az árok földmunkáinál már az első 20 cm-nél megnehezítette a munkát a sok kőtörmelék. A kőtörmelék eltávolítása után elérték a szálkövet és ezért 50 cm mélységben be kellett fejezni a munkát. A Cukorsüveg-teremben 30–40 cm-es talpszintsüllyesztés közben talált csontok még nem lettek meghatározva. A Gombás-barlang földrajzi elhelyezkedését bemutató vázlatos helyszínrajzon látható a Jóreménység-barlang földrajzi elhelyezkedése is.

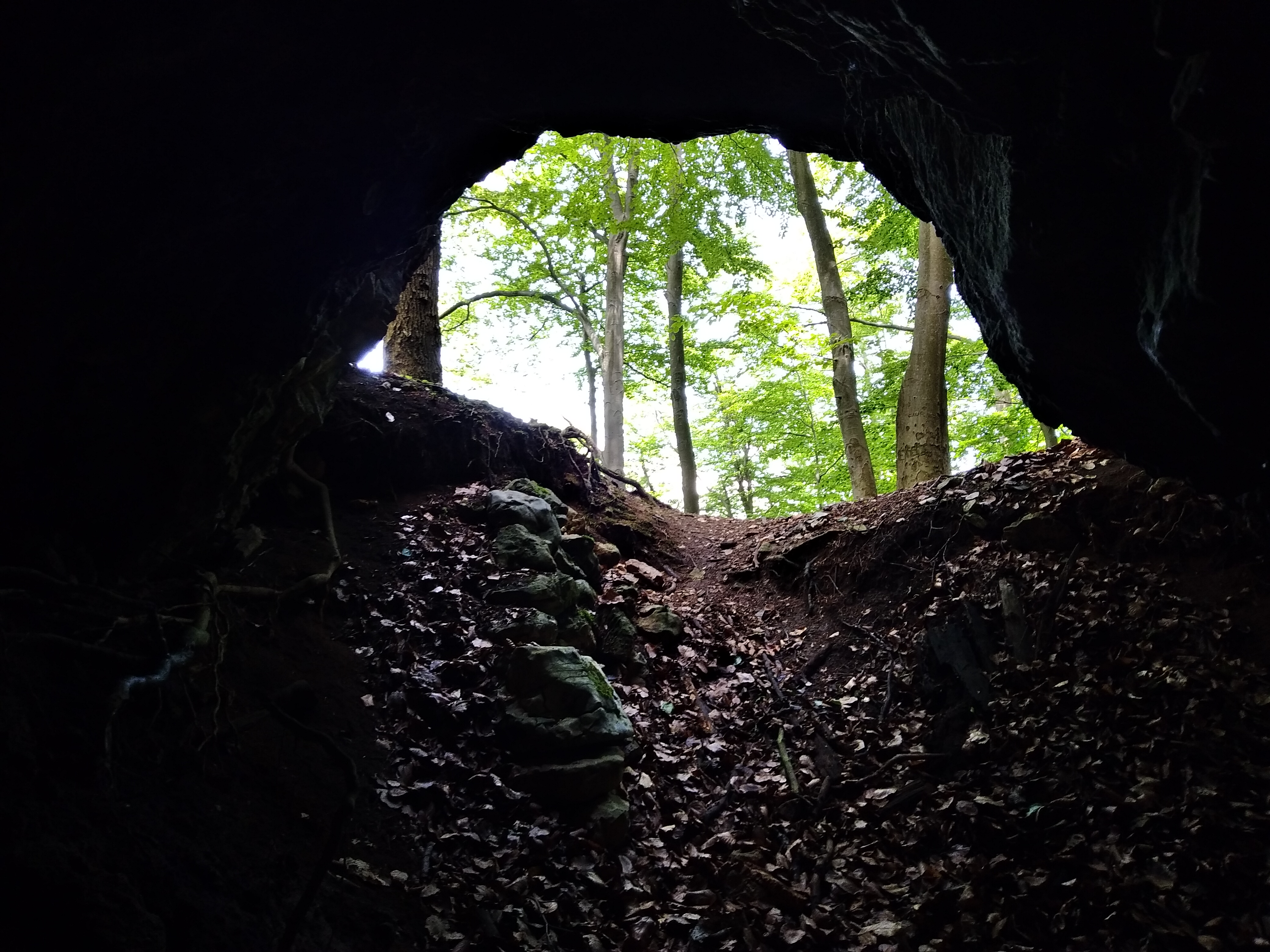
A Jóreménység-barlang bejárata belülről fényképezve

Az 1984. évi MKBT Beszámolóban publikálva lett az 1984. évi csoportjelentésnek a Jóreménység-barlangra vonatkozó része, de a Gombás-barlang földrajzi elhelyezkedését bemutató vázlatos helyszínrajz nélkül. Az 1984-ben kiadott, Magyarország barlangjai című könyv országos barlanglistájában nem szerepel a Jóreménység-barlang. 1989 decemberében Kárpát József, Gyombolai Gábor és Madár Marianna mérték fel a barlangot, majd a felmérés alapján elkészült a Jóreménység-barlang alaprajz térképe és 2 keresztmetszet térképe. Az alaprajz térképen, melyen jelölve van az É-i irány, megfigyelhető a 2 keresztmetszet elhelyezkedése a barlangban. Az egyik keresztmetszet térképen (A–A') látszik az a hely, ahol a Jóreménység-barlang és a Jóreménység feletti-barlang kapcsolódnak egymáshoz.
A Kárpát József által írt, 1990-ben készült kéziratban szó van arról, hogy a Jóreménység-barlang (Pilisszentkereszt) 21 m hosszú és 3 m mély. A Pilis-barlangtól 290°-ra 150 m-re, 580 m tszf. magasságban van a bejárata. A Vaskapu-völgy elágazásától 215°-ra 130 m-re, 6 m-es sziklafal tövében nyílik. Bejárata felett van a Jóreménység feletti-barlang bejárata. A barlangot az esztergomi barlangkutatók bontották ki az 1980-as évek elején. Inaktív forrásbarlangnak tűnik formakincse alapján. Szép korróziós formák (gömbüstök és mikroformák) díszítik tág folyosóját. Képződményei: függőcseppkövek, cseppkőlefolyások, farkasfogas cseppkövek és apró kondenzvizes borsókő. Száraz a barlang. Kitöltése agyag, humusz és kőtörmelék. Sok az avar az elején. 5–6 főnek alkalmas bivakolásra. Érdemes tovább kutatni végpontját, de jelenleg nincs kutatva. Előterében még megfigyelhetők az egykori kutatótáborok nyomai. A kéziratba bekerült a barlang 1989-ben készült térképe.
Az 1991-ben megjelent útikalauzban meg van ismételve az 1974-es útikalauzban lévő rész, amely a vaskapu-völgyi barlangokat ismerteti, azzal a különbséggel, hogy az erdei kunyhó mellett a piros jelzésű turistaút fordul be a Vaskapu-völgybe. A Kárpát József által 1991-ben írt kéziratban meg van említve, hogy a Jóreménység-barlang (Pilisszentkereszt) 21 m hosszú és 3 m mély. Az 1996. évi barlangnap túrakalauzában meg van említve, hogy a vaskapu-völgyi barlangok, kőfülkék és sziklaodúk közül mind méretével, mind érdekes formáival, cseppköveivel kiemelkedik a Pilis-barlang.
1997. májusban Kraus Sándor rajzolt helyszínrajzot, amelyen a Pilis-barlang környékén lévő üregek földrajzi elhelyezkedése van ábrázolva. A rajzon látható a Jóreménység névvel jelölt barlang földrajzi elhelyezkedése. Kraus Sándor 1997. évi beszámolójában az olvasható, hogy az 1997 előtt is ismert Jóreménység-barlangnak volt már térképe 1997 előtt. Jelentős barlang, amely további kutatást igényel. A jelentésbe bekerült az 1997-ben készült helyszínrajz. A Vas Népe, a Zalai Hírlap, a Fejér Megyei Hírlap és a Napló 2004. szeptember 30-ai számaiban meg van említve, hogy a 21 m hosszú Jóreménység-barlang akár utcai ruhában is végigjárható. A barlang egybefüggő termében különböző cseppkövek és borsókövek is megfigyelhetők.